# C15 (tunnelbanevagn)
C15 var den sist framtagna vagnstypen i Stockholms tunnelbana av Cx-typ. C15 tillverkades av ASEA och Hägglund & Söner i 14 exemplar 1985. C15 var i princip en C14 med skillnaden att all utrustning var nytillverkad från start till skillnad mot C14 där viss utrustning återanvändes från de utrangerade vagnstyperna C1–C3. 
C15 har likt C14 (och även skrotade C7 och C9), tyristorreglering av start och broms. Hyttombyggnad genomfördes endast på 4 C15-enheter, nummer 1270–1273. Övriga tio C15 blev aldrig ombyggda. Samtliga 14 C15-enheter gick parkopplade med semipermanent dragstång vilket innebar att två vagnar i princip gick som en enhet. Endast vid tyngre underhåll skedde isärkoppling.
C15 trafikerade fram till 1986 gröna linjen, för att sen flyttas till blå linjen. Vagnarna 1270-1273 flyttades till gröna linjen i samband med hyttombyggnaden 1998. 1270-1273 flyttades tillbaka till blå linjen i samband med att C20 tog över all trafik på Gröna linjen i slutet av 2003. Vissa vagnar har flyttas fram och tillbaka mellan gröna och blå linjen under 90-talet.
C15 hade ursprungligen grön färgsättning. Vagnarna blev blåmålade mellan 1998 och 2000. Fyra C15-vagnar med nummer 1270-1273 blev hyttombyggda 1998 liksom C14. C15 blev liksom C14 invändigt uppfräschade mellan 2004 och c:a 2005. Man målade om invändigt från den ursprungliga orange färgsättningen till gul färg, likt C6.
C15 var inte den vagnstyp som levererades sist av Cx-vagnstyperna trots typbeteckningen. Produktionen skedde nämligen samtidigt med C14 som sedan tillverkades i 126 exemplar fram till 1989. C15-vagnarna hade nummerserien 1260–1273. 1270-1271 blev det första C15-paret att skrotas, vilket skedde i mars 2022. Den 22 maj 2023 togs det sista C15-paret ur trafik, bestående av 1268-1269. Den allra sista kvarvarande C15-vagnen, nummer 1260, skrotades den 18 juli 2023.

## C19-projektet
Under slutet på 90-talet och början på 2000-talet var det tänkt att C7, C9, C14 och C15 skulle byggas om till C19 med inredning liknande den i C20, målning liknande C20 och även skulle bli samkörbara med C17 och C18. Detta projekt minskades i omfattning till att endast resultera i uppfräschad inredning samt varningssignaler för dörrarna av liknande typ som C20. C7 kom att skrotas istället för att byggas om.

## Avveckling av Cx-vagnar
I samband med uppgraderingen av röda linjen, med bland annat en ny tunnelbanedepå i Norsborg samt inköp av en ny tunnelbanevagnstyp, har samtliga Cx-vagnstyper försvunnit från tunnelbanan och ersatts av vagntypen C30. Efter att de sista C15-vagnarna tagits ur trafik under försommaren 2023 var C14 den allra sista tunnelbanevagnen av Cx-typ att trafikera Stockholms tunnelbanan.
Det sista tåget med Cx-vagnar, ett C14-tåg, togs ur trafik på Liljeholmens station den 10 februari 2024. Ett antal C14-vagnar har behållits för fortsatt trafik efter ombyggnad, på Saltsjöbanan.